# Radischtschewo (Uljanowsk)
Radischtschewo (russisch Ради́щево) ist eine Siedlung städtischen Typs in der Oblast Uljanowsk in Russland mit 4598 Einwohnern (Stand 14. Oktober 2010).

## Geographie
Der Ort liegt gut 160 km Luftlinie südlich des Oblastverwaltungszentrums Uljanowsk zu beiden Seiten des Oberlaufs des rechten Wolga-Nebenflusses Tereschka, bei der Einmündung der der Berjosowka von rechts und der Masa von links.
Radischtschewo ist Verwaltungszentrum des Rajons Radischtschewski sowie Sitz der Stadtgemeinde Radischtschewskoje gorodskoje posselenije, zu der außerdem die Dörfer Adojewschtschina (10 km nordwestlich), Belogorowka (9 km südwestlich), Bogdanowka (6 km nordwestlich), Nowaja Dmitrijewka (8 km südöstlich), Rjasanowka (7 km südöstlich), Tschauschi (13 km südwestlich) und Woskressenowka (6 km südöstlich) gehören.

## Geschichte
Der Ort wurde Ende des 17. Jahrhunderts auf Ländereien gegründet, die dem Bojaren Lew Naryschkin, Onkel des Zaren Peter I. gehörten. Er erhielt den Namen Dworjanskaja Tereschka (etwa „Adlig-Tereschka“), unter dem er 1748 erstmals urkundlich erwähnt wurde. 1777 wurde der Ort von Afanassi Radischtschew gekauft, Großvater des Schriftstellers Alexander Radischtschew, nach dem er heute heißt. Er gehörte ab Ende des 18. Jahrhunderts zum Ujesd Chwalynsk des Gouvernements Saratow.
Im Oktober 1918 erhielt das Dorf seinen heutigen Namen. Am 25. Januar 1935 wurde es Verwaltungssitz eines neu geschaffenen, nach ihm benannten Rajons. Seit dem 28. Februar 1978 besitzt Radischtschewo den Status einer Siedlung städtischen Typs.

### Bevölkerungsentwicklung
| Jahr | Einwohner |
| ---- | --------- |
| 1897 | 2939      |
| 1939 | 2967      |
| 1959 | 2552      |
| 1970 | 2795      |
| 1979 | 3532      |
| 1989 | 4710      |
| 2002 | 4888      |
| 2010 | 4598      |

Anmerkung: Volkszählungsdaten

## Verkehr
Radischtschewo liegt an der Regionalstraße 73K-1427, die südlich von Uljanowsk von der Zweigstrecke Sysran – Uljanowsk der föderalen Fernstraße M5 abzweigt, über die Rajonzentren Kusowatowo und Nowospasskoje (an der M5-Hauptstrecke) kommend weiter über das südwestlich benachbarte Rajonzentrum Staraja Kulatka zur Grenze der Oblast Saratow verläuft, dort weiter in Richtung Chwalynsk.
Die nächstgelegene Bahnstation befindet sich gut 30 km nördlich im benachbarten Rajonzentrum Nowospasskoje an der Strecke (Moskau –) Rjaschsk – Pensa – Sysran.